# Litauische Badmintonmeisterschaft 2019
Die Litauische Badmintonmeisterschaft 2019 fand vom 11. bis zum 12. Mai 2019 in Vilnius statt. Es war die 57. Austragung der nationalen Titelkämpfe von Litauen im Badminton.

## Medaillengewinner
| Disziplin    | Gold                                      | Silber                            | Bronze                               |
| ------------ | ----------------------------------------- | --------------------------------- | ------------------------------------ |
| Herreneinzel | Povilas Bartušis                          | Mark Šames                        | Ignas Reznikas                       |
| Dameneinzel  | Gerda Voitechovskaja                      | Vytautė Fomkinaitė                | Samanta Golubickaitė                 |
| Herrendoppel | Mark Šames Povilas Bartušis               | Giedrius Dima Edgaras Slušnys     | Ignas Reznikas Kazimieras Dauskurtas |
| Damendoppel  | Rebeka Aleksevičiūtė Gerda Voitechovskaja | Vytautė Fomkinaitė Ieva Gaidė     | Gabija Mockutė Vitalija Movšovič     |
| Mixed        | Povilas Bartušis Samanta Golubickaitė     | Jonas Petkus Gerda Voitechovskaja | Mark Šames Vytautė Fomkinaitė        |